# Baltazar Maria de Morais Júnior
Baltazar Maria de Morais Júnior, brazilski nogometaš, * 17. julij 1959.
Za brazilsko reprezentanco je odigral 6 uradnih tekem in dosegel dva gola.